# 4184 Berdyayev
4184 Berdyayev eller 1969 TJ1 är en asteroid i huvudbältet som upptäcktes den 8 oktober 1969 av den ryska astronomen Ljudmila Tjernych vid Krims astrofysiska observatorium på Krim. Den är uppkallad efter den ryske filosofen Nikolaj Berdjajev.
Asteroiden har en diameter på ungefär 7 kilometer.